# Carne dezosată mecanic

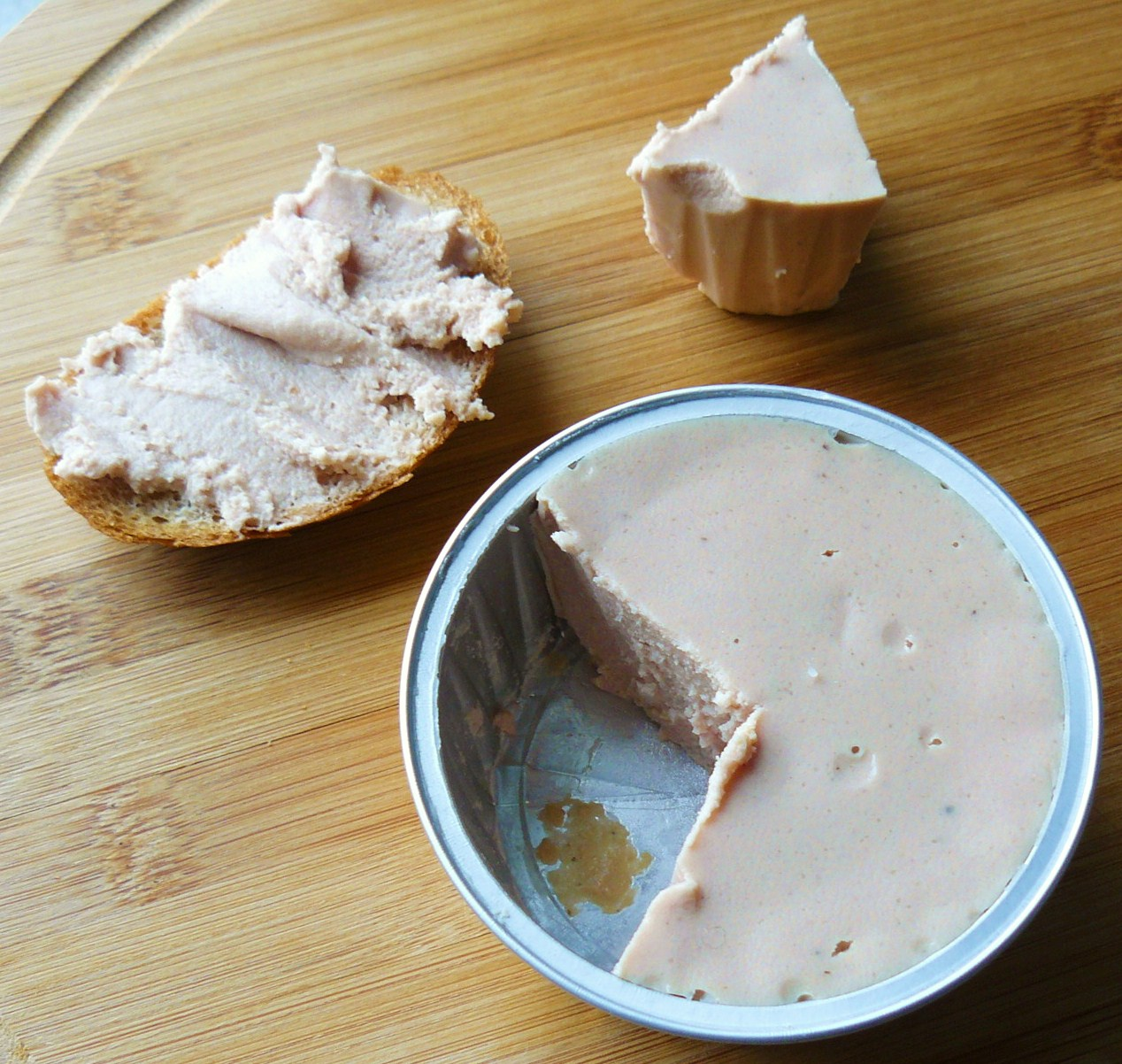
Exemplu de carne dezosată mecanic

Carne separată mecanic sau carne dezosată mecanic este un produs din carne de tip pastă obținut prin măcinarea sau amestecarea la presiune de carne de vită, carne de porc, de curcan sau de pui, sub presiune înaltă printr-o sită sau un dispozitiv similar pentru a separa osul de părțile comestibile de țesut. Procesul presupune pasarea sau șlefuirea carcasei rămase după îndepărtarea manuală a cărnii de pe oase și apoi forțând suspensia printr-o sită sub presiune. Acest piure include oasele, măduva osoasă, pielea, nervii, vasele de sânge și resturile de carne rămase pe oase. Produsul rezultat este un amestec de mușchi (carne) și alte țesuturi care nu sunt în general considerate carne.
Carne separată mecanic este folosita în anumite tipuri de carne și produse din carne, cum ar fi hot-dog și cârnați, de la sfârșitul anilor 1960. Pentru producția de carne dezosată mecanic de pui și de curcan, în majoritatea cazurilor, carcasa pieptului animalului este folosita pentru ca aceasta mai conține părți de carne.

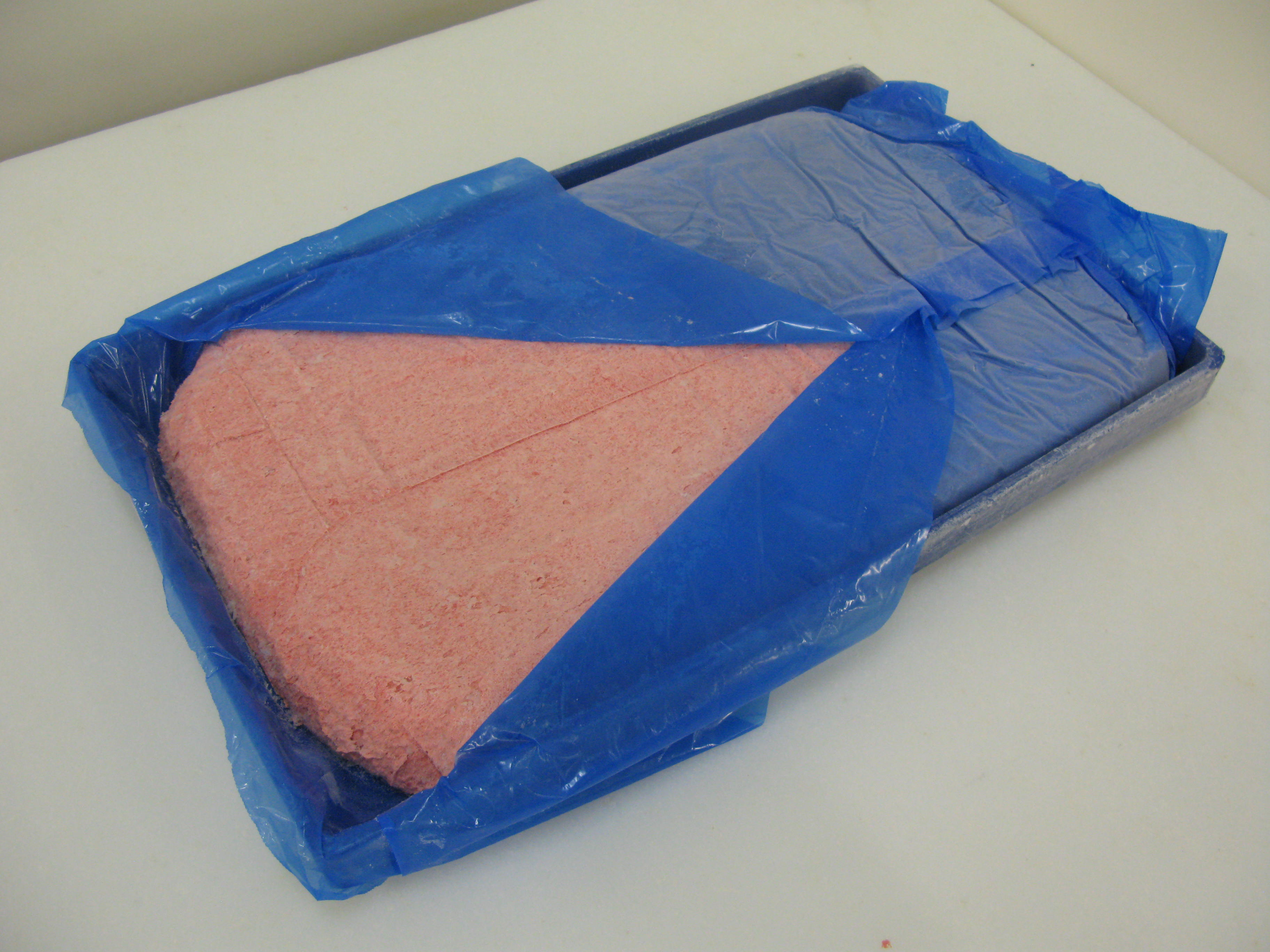
Pui dezosat mecanic si congelat